# あやしい夜をまって
『あやしい夜をまって』（あやしいよるをまって）は、1981年11月21日にリリースされた井上陽水の9枚目のオリジナルアルバムである。

## 収録曲
- 全作詞・作曲：井上陽水（特記以外）

1. ジェラシー
編曲：星勝
2. 海はどうだ
作詞：友部正人／編曲：星勝
  - 「風のエレジー」のB面曲
3. 風のエレジー
作詞：阿木燿子／編曲：星勝
4. My House
編曲：星勝
5. もうじき夏がくる
編曲：安田裕美
6. 星空へ Happy Game
編曲：鈴木茂
7. 天使 in マガジン
編曲：矢野誠
8. Yellow Night
編曲：川島裕二
9. Love is you
編曲：矢野誠
10. マリーナ･デル･レイ
作詞：松本隆 ／編曲︰星勝
  - 水谷豊へ提供した楽曲のセルフカバー。
11. 〜ナイト･メロディ〜